# Farragut
Le commandant Farragut est un personnage créé par Jules Verne pour Vingt Mille Lieues sous les mers.

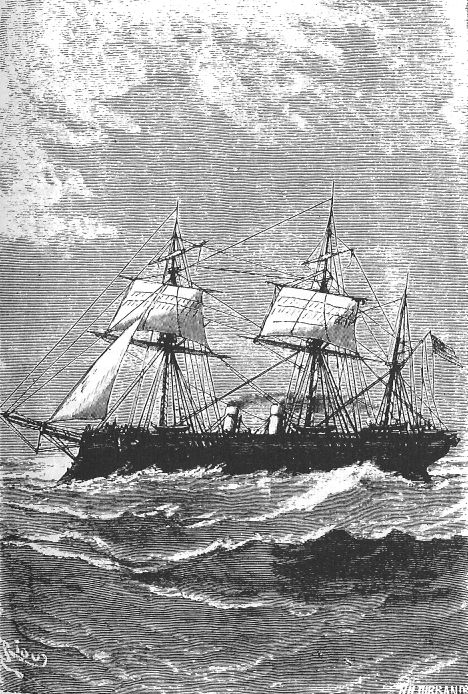
L'Abraham Lincoln.

Personnage principal, il n'apparaît qu'au début du roman. Commandant de l’Abraham Lincoln, il est chargé par les autorités américaines de poursuivre le monstre qui écume les mers. C'est un bon marin qui ne fait qu'un avec son navire. « Il en était l'âme ». Pour lui, il ne fait aucune doute que cette créature soit un animal et il a juré d'en débarrasser les océans. Il met toutes les chances de son côté et il a lui-même recruté Ned Land dont il connaît la réputation. D'ailleurs, il a soigneusement équipé son navire pour une chasse au cétacé et l’Abraham Lincoln ne manque d'aucun moyen de destruction.
Mais, lorsque son navire se retrouve en face du Nautilus, malgré toute sa bonne volonté, il comprend que ces moyens sont dérisoires. Le sous-marin touche la frégate. Dans le choc, trois hommes tombent à la mer. L'hélice et le gouvernail sont brisés et le navire ne gouverne plus. Pierre Aronnax, tout en nageant, le voit s'éloigner et comprend qu'on ne peut venir à son secours.
Il est possible que le choix du nom vienne d'un authentique amiral nordiste américain, David Farragut qui s'illustra par sa hardiesse au cours de la guerre de Sécession, notamment lors de la bataille de Mobile (Alabama) où il fit pousser ses navires à toute vapeur à travers une passe où les Confédérés avait disposé des engins explosifs (appelés torpedoes — torpilles — à cette époque bien qu'il s'agisse d'engins fixes que l'on appellerait mines marines de nos jours). Il eut cette parole historique : « Damn the torpedoes, full speed ahead ! » (Au diable les torpilles, en avant toute !).
Le Commandant Farragut de Jules Verne se montre tout aussi audacieux et agressif que l'authentique amiral : Comme la vitesse de pointe de sa frégate est inférieure à celle du « monstre marin », il ordonne sans sourciller de « charger les soupapes » (bloquer les soupapes de sécurité des chaudières) au risque d'une explosion catastrophique, ce que Jules Verne commente en disant qu'il s'agissait d'un « ordre américain », corroborant ainsi l'avis des marins de l'époque sur la tendance des officiers américains à pousser leurs navires à la limite, tant en guerre qu'au commerce, à la voile (les clippers) comme à la vapeur.

## Citation
- « C'était une sorte de chevalier de Rhodes, un Dieudonné de Gozon marchant à la rencontre du serpent qui désolait son île. Ou le commandant Farragut tuerait le narval, ou le narval tuerait le commandant Farragut. Pas de milieu. »[1].

## Cinéma
- Dans le Vingt Mille Lieues sous les mers réalisé par Richard Fleischer, le personnage apparaît sous les traits de l'acteur Ted de Corsia.

## L'Abraham Lincoln
L' Abraham Lincoln est une frégate de grande marche. Elle est équipée d'appareils surchauffeurs qui font monter la tension de sa vapeur à sept atmosphères. Sa vitesse peut alors atteindre dix huit milles à l'heure. Minutieusement aménagée, elle est prête à se lancer à la poursuite du monstre inconnu qui écume les mers. Débouquant des quais de Brooklyn, le navire longe les côtes des Malouines, puis double le cap Horn et se trouve enfin dans les eaux du Pacifique, théâtre de ses opérations. Après de longues et vaines recherches durant trois mois, le prétendu cétacé est enfin signalé par Ned Land. Commence alors une chasse éprouvante où le poursuivi semble jouer au chat et à la souris avec le poursuivant. Aronnax estime à cinq cents kilomètres la distance parcourue. Puis un soir, alors que le Canadien est prêt à harponner le monstre, un choc effroyable se produit. Dans la secousse, trois hommes passent par-dessus bord, et la frégate, touchée à l'avant dans ses pièces de direction, ne pouvant plus être manœuvrée, disparaît dans la nuit.  